# Шевчук Микола Степанович
Микола Степанович Шевчук  (нар. 30 жовтня 1965, с.Смига, Дубенського району, Рівненської області, Україна) — український художник, скульптор, член Національної спілки художників України (1997), Заслужений художник України (2015), педагог, волонтер, голова районної організації товариства «Меморіал» імені Василя Стуса, «Людина року Тернопільщини - 2015». Батько Марії Тимчук.

## Життєпис
Микола Шевчук народився 30 жовтня 1965 року у с. Смига, Дубенського району, Рівненської області.
У 1980-1984 роках навчався у Кременецькому педагогічному училищі. Після закінчення працював вчителем праці та креслення восьмирічної школи в селі Вовчківці Зборівського району Тернопільської області. 
У 1992 році закінчив архітектурний факультет Львівського політехнічного інституту (нині Національний університет "Львівська політехніка").
У 1993-1995 роках працював у Теребовлянській міській раді на посаді інженера-архітектора.
З 1995 року - викладач Теребовлянського вищого училища культури (ТВУК), (нині Теребовлянського фахового коледжу культури і мистецтв), один із засновників відділу декоративно-прикладного мистецтва цього закладу.
Одружений, дружина Оксана, донька Марія.

## Творчість
Творча діяльність охоплює галузі графіки, монументального, станкового та декоративного живопису, іконографії і скульптури.
Є учасником обласних, регіональних, Всеукраїнських та міжнародних виставок  живопису, графіки та скульптури.
У 1997 році - автор ідеї і виконавець мозаїчного панно "Теребовлі-900" (34 квадратних метри, смальта), яке створено до 900-річчя міста Теребовля Тернопільської області разом з Дмитром Шайногою, Заслуженим художником України та Богданом Ткачиком, Народним художником України.
Персональні виставки:
- Першу персональну виставку організував у Тернопільському обласному художньому музеї (1995),
- Теребовлянський краєзнавчий музей (2005),
- Виставка іконопису у Тернопільській "Арт-Галереї" (2010),
- Цикл персональних виставок від 200-ліття з Дня народження Тараса Шевченка "У нашім раї на землі", в яких висвітлюється історія України від прадавніх часів до сьогодення: Національний університет "Острозька академія" (2014), Рівне, артгалерея Національної спілки художників України (2014), Тернопіль, артгалерея Національної спілки художників України (2015), Теребовля. центральна районна бібліотека для дорослих (2015), Київ, муніципальна галерея на Троєщині (2018), Збараж. Національний заповідник "Замки Тернопілля" (2019), Бережани, музей Богдана Лепкого (2019), Смига Дубенського району, центр культури і дозвілля (2019), історико-архітектурний заповідник "Дубенський замок" (2019).

Автор і виконавець першого в Україні тривимірного пам'ятника Небесній сотні у 2014 році у місті Теребовлі (пісковик 4 м./0,80 м./0,70 м.)
Автор і виконавець пам'ятника Борцям за волю України (м. Теребовля)
Організатор і керівник ряду мистецьких симпозіумів та пленерів:
1. Міжнародний живописний пленер "StareNove місто. Теребовля-2012,
2. Міжнародний живописний пленер "StareNove місто. Теребовля-2013",
3. Всеукраїнський симпозіум по каменю "Вода з-під каменя. Теребовля 2013".
4. Всеукраїнський благодійний живописний пленер на підтримку захисників України "Тобі, Богородице. Зарваниця-2015",
5. Всеукраїнський благодійний живописний пленер на підтримку захисників України " Байда-SICH. Вишнівець-2015",
6. Всеукраїнський благодійний іконописно-живописний пленер на підтримку захисників України "ВІКНО В НЕБО. Зарваниця-2016",-2017,-2018,
7. Ініціатор та організатор Першого Всеукраїнського скульптурного симпозіуму "НАВІКИ БОГУ. Зарваниця - 2017",
8. Учасник благодійного розпису першої в Україні мілітарної каплиці на горі Лисоні до відзначення 100-річчя бою Січових стрільців з російськими окупантами,

## Відзнаки
1. Лауреат обласної мистецької премії імені Михайла Бойчука (2000),
2. Лауреат міжнародної мистецької виставки "Львівський салон - Високий замок" (2003) за авторське трактування народного писанкарства у сучасному живописі,
3. Міжнародна премія у мистецькій виставці-конкурсі "Різдвяні дари. 2009-2010" за цикл робіт на Різдвяну тематику,
4. Медаль Української православної церкви Київського патріархату "За жертовність і любов до України" (2015),
5. Присвоєно звання "Заслужений художник України" (2015),
6. Відзнака Теребовлянської міської ради "Значок міста" (почесний громадянин) (2015),
7. Лауреат конкурсу "Людина року Тернопільщини - 2015" (2015),
8. Нагороджений ювілейним орденом "ВЕЛИКА УКРАЇНА. 25 РОКІВ НЕЗАЛЕЖНОСТІ" (2016),
9. Медаль-відзнака Президента України "ЗА  ГУМАНІТАРНУ УЧАСТЬ В АНТИТЕРОРИСТИЧНІЙ ОПЕРАЦІЇ" (2016),
10. Подячна грамота управління Тернопільсько-Зборівської Архиєпархії УГКЦ (2015, 2016, 2017, 2018, 2019),
11. Медаль Православної Церкви України "За жертовність і любов до України" (2021),
12. Нагрудний знак "ПОЧЕСНА ВІДЗНАКА КОМАНДИРА 44 ОКРЕМОЇ АРТИЛЕРІЙСЬКОЇ БРИГАДИ ІМЕНІ ГЕТЬМАНА ДАНИЛА АПОСТОЛА" (2021),
13. Орден "ЗА ВОЛОНТЕРСЬКУ ДІЯЛЬНІСТЬ" (2021) https://www.pomisna.info/uk/awards-post/vidznaka-8/ [Архівовано 22 січня 2021 у Wayback Machine.]